# Blue Thumb Records
Blue Thumb Records est un label discographique américain, actif entre 1968 et 1978. Il est fondé en 1968 par Bob Krasnow et d'anciens cadres d'A&M Records, Tommy LiPuma et Don Graham. Le dernier disque de Blue Thumb sort en 1978. En 1995, le label est relancé et reste actif jusqu'en 2005.

## Histoire
Bob Krasnow travaillait dans l'industrie musicale depuis les années 1950, en tant que promoteur pour King Records et pour Buddah/KamaSutra Records. À l'origine, Captain Beefheart voulait que Blue Thumb soit le nom de son groupe d'accompagnement. Cependant, Krasnow pensait que ce nom ne convenait pas au groupe. Plus tard, Krasnow choisit ce nom pour son label.
Parmi les autres groupes ayant figuré sur le label, citons Phil Upchurch, Ben Sidran, The Last Poets, Gerry Rafferty, The Credibility Gap, The Crusaders, Hugh Masekela, Sam Lay, Sylvester, Southwind, Robbie Basho, Tom Rapp, Aynsley Dunbar's Retaliation (sous licence du label britannique Liberty Records), Dan Hicks and His Hot Licks, Jimmy Smith, Dave Mason, The Pointer Sisters, The Hoodoo Rhythm Devils, T. Rex (dans sa première incarnation en tant que Tyrannosaurus Rex, sous licence avec Regal Zonophone Records), Ike and Tina Turner, Love, Gábor Szabó, Mark-Almond, Modereko, et National Lampoon (sur le label Banana).
Blue Thumb est à l'origine distribué par des indépendants, mais également par Capitol/EMI à la fin de l'année 1970. Le Famous Music Group de Gulf and Western reprend la distribution à la mi-1971, puis rachète le label en 1972. Fin 1974, les labels de Famous Music sont vendus à ABC Records. ABC maintient Blue Thumb en activité pendant un certain temps, principalement pour les albums des Pointer Sisters et des Crusaders, ainsi que pour quelques rééditions. En 1979, ABC vend ses labels à MCA Records, qui a complètement abandonné la marque Blue Thumb.
Au Royaume-Uni et en Europe, les disques Blue Thumb sont distribués sous licence par Harvest Records (également propriété d'EMI) de 1969 à 1971, et par Island Records par la suite. En 1995, un CD d'anthologie est publié sous le titre All Day Thumbsucker Revisited : The History of Blue Thumb Records, composé d'enregistrements de divers artistes entre 1968 et 1974.
Le label est relancé en 1995 pour des sorties blues et soft rock, et ce même après la fusion en 1998 avec les maisons mères Universal Music Group et PolyGram et le passage sous le giron du Verve Music Group, continuant d'être le label de Verve pour les sorties autres que jazz. Début 2005, la marque Blue Thumb est désactivée et remplacée par Verve Forecast pour s'occuper de ces sorties. Hip-O Records, la société de réédition d'UMG, réédite plusieurs enregistrements de Blue Thumb, notamment ceux des Crusaders, de Dan Hicks and His Hot Licks et des Pointer Sisters. 